# Колібрі-короткодзьоб
Колі́брі-короткодзьо́б (Ramphomicron) — рід серпокрильцеподібних птахів родини колібрієвих (Trochilidae). Представники цього роду мешкають в Андах.

## Види
Виділяють два види:
- Колібрі-короткодзьоб чорний (Ramphomicron dorsale)
- Колібрі-короткодзьоб пурпуровий (Ramphomicron microrhynchum)

## Етимологія
Наукова назва роду Ramphomicron походить від сполучення слів дав.-гр. ῥαμφος — дзьоб і  — малий.